# Sant Pere de Madrona (Berga)
Sant Pere de Madrona és una església romànica situada al terme municipal de Berga, a la comarca del Berguedà. Està situada al terme municipal de Berga, a l'extrem oriental de la serra de Queralt, prop del santuari de Queralt. Es va aixecar a la primera meitat del segle xiii, a l'indret on abans s'enlairava l'antic Castell de Madrona. L'accés és per un camí costerut, que surt a l'esquerra del PK 2,300 de la carretera que mena de Berga al santuari de Queralt. És una obra protegida com a bé cultural d'interès local.

## Descripció
És una capella d'una sola nau coberta amb volta de canó i rematada a llevant amb un absis semicircular. Al centre de l'absis hi ha una finestra de doble esqueixada, amb arc de mig punt adovellat. Els murs frontal i tester s'aixequen per damunt del nivell de la teulada. La porta s'obre a migjorn i és coberta amb un arc de mig punt adovellat. Enlairada damunt d'unes roques que formen l'estret, al pas de la riera Demetge. Hi ha referències documentals molt antigues respecte d'un castell de Madrona.

## Història
La trobem documentada el 839 a l'acta de consagració de la catedral de la Seu d'Urgell; així com en cartes de donacions el 843 i 890. El 1183, Ramon de Madrona feia constar en les clàusules del seu testament que volia ser enterrat a l'església de Sant Pere de Madrona.
La construcció de l'església actual està relacionada amb un llegat important a la parròquia per part del vescomte Dalmau en un document datat el 12 d'abril de 1239. És, doncs, en el segle xiii quan esdevé parròquia, adscrita al Bisbat d'Urgell. Hi ha un document del bisbe Germà Guillem concedint beneficis al sagristà, perquè tingués recursos per mantenir l'església. Hi ha documents del segle xvi, corresponents a visites pastorals, on s'insta a fer obres de manteniment del temple. Així fins al 1593, que es crea el Bisbat de Solsona, adscrivint a ell Sant Pere de Madrona, i a partir de 1630 la comunitat de preveres de Berga, va encarregar-se del temple, donat la dificultat de mantenir el culte regularment. Durant la intervenció arqueològica prèvia a la restauració de l'any 2007, va ser trobades seixanta-quatre tombes a l'interior de l'església, totes han pogut ser documentades i corresponen al període dels anys 1671 al 1731.
El 1873 es profanà i es restaurà més tard. L'1 de febrer de 1897 és suprimida la parròquia de Sant Pere de Madrona, arran d'una nova distribució d'elles feta al bisbat de Solsona, sent agregada a la de Sant Joan de Berga. El 1943-45 hi ha una segona restauració i el 1965 una altra, aquest cop organitzada pel servei de la diputació de Barcelona.
El segle xx, un incendi provocat durant la darrera guerra civil (1936) va destruir el cor i el retaule de Sant Pere, van poder amagar la campana a les boixeres de la baga. I que després es col·locaria al campanar de Sant Pere de Berga, hi té gravada la inscripció “A Sant Pere i a Santa Madrona”. L'any 1943 la parròquia de Berga hi va iniciar els treballs de restauració. Durant el segle xxi, s'han anat fent treballs de reparació, manteniment, i és l'any 2004 quan l'Ajuntament de Berga demana al Servei de Patrimoni Arquitectònic Local de la Diputació una intervenció a fons. Aquesta va iniciar una intervenció integral, és la més important feta, que va acabar el 2011.
En l'actualitat se celebra missa el dia de Sant Pere, i també es fa un aplec el diumenge més proper, on es canten els goigs de Sant Pere i les priores reparteixen unes coques en forma de clau, als assistents.

## Galeria

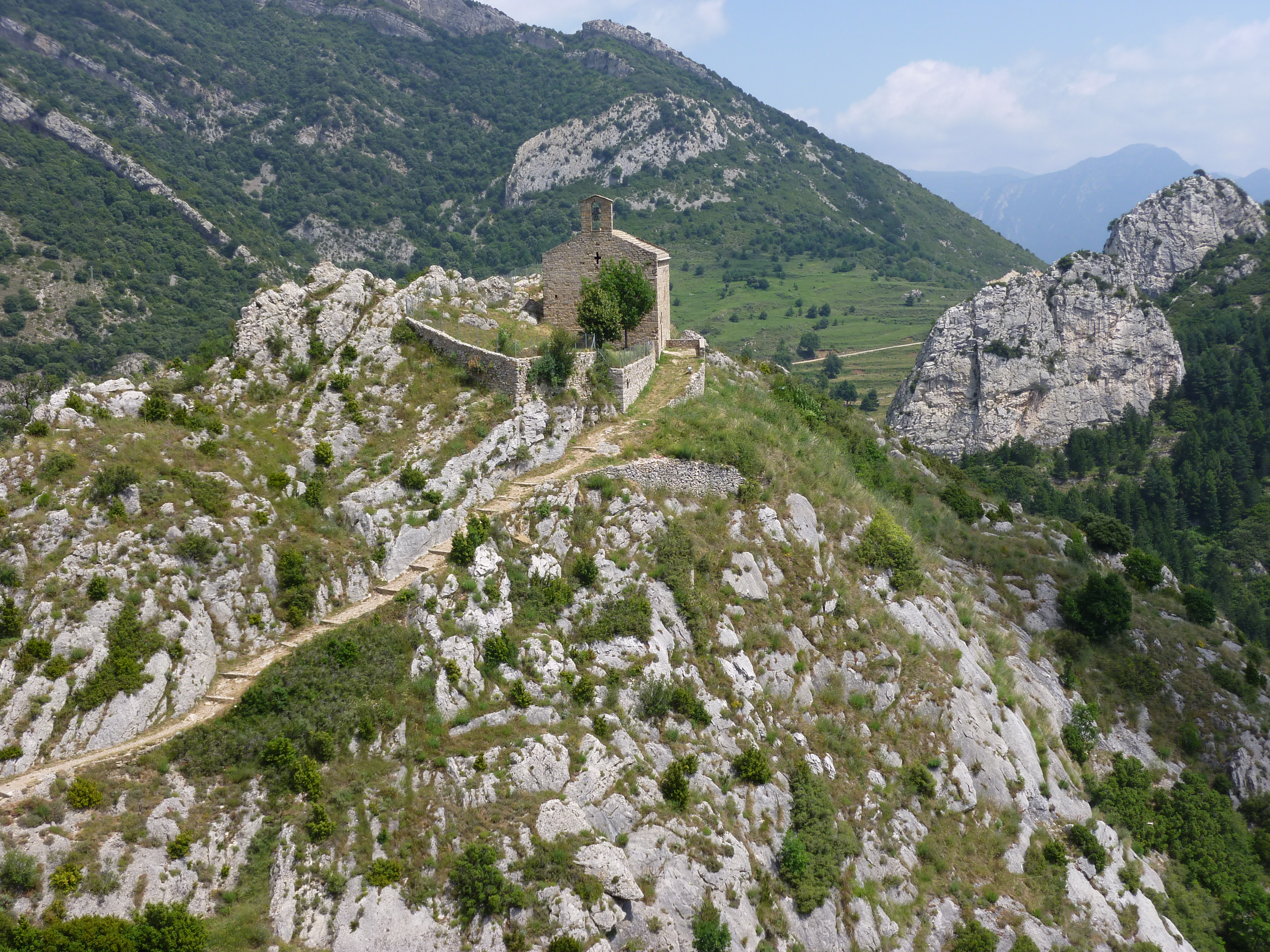
Vista aèria, des de la Serralada de Queralt.
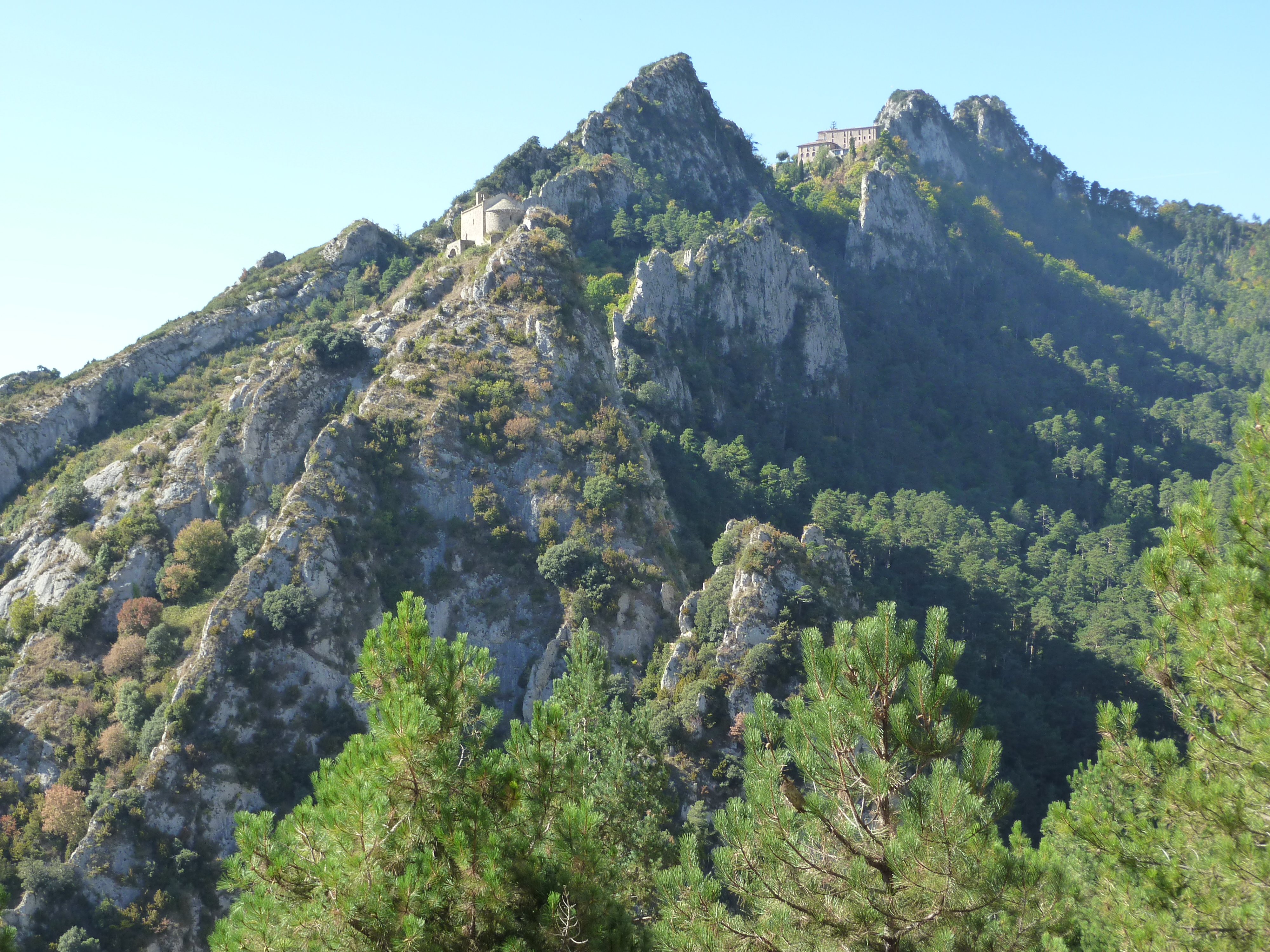
Vista des del Mercadal, enfron l'Estret del Guiu.
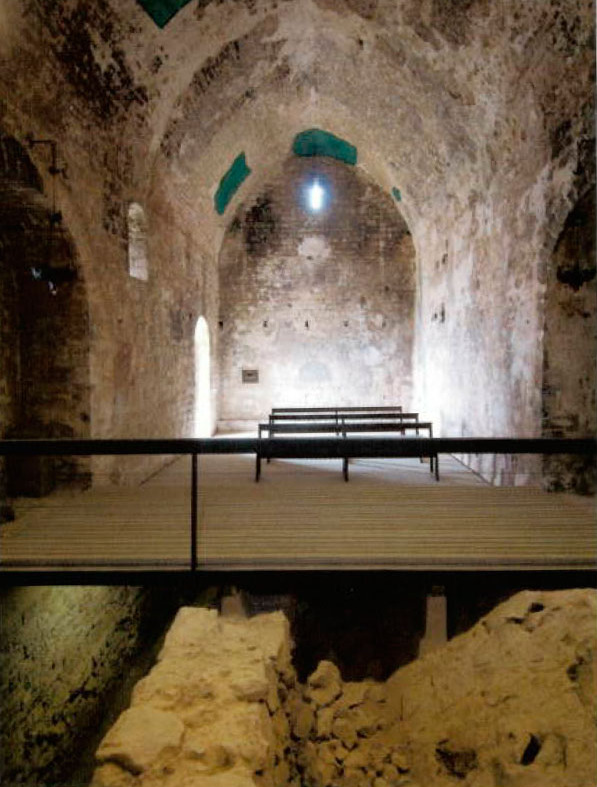
Excavació (2007-2010) on es veu el mur del castell de Madrona, al sub-sol de l'església.
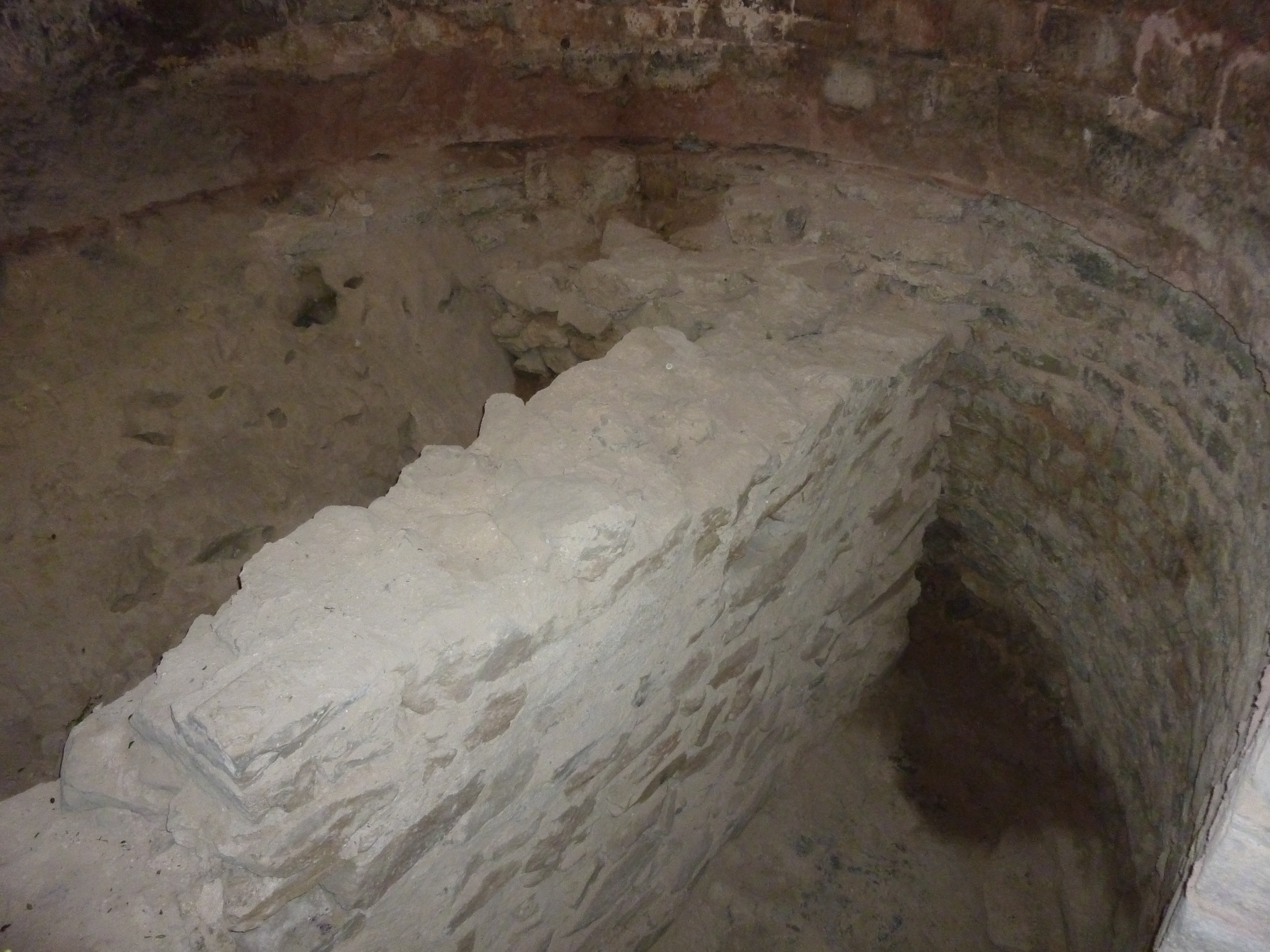
Excavació (2007-2010) un altre detall del mur del castell de Madrona.